# Gafait
Gafait (en àrab كَفايت, Gafāyt; en amazic ⵜⴰⴳⴼⴰⵢⵜ) és una comuna rural de la província de Jerada, a la regió de L'Oriental, al Marroc. Segons el cens de 2014 tenia una població total de 2.565 persones.